# Molina Aterno
Pour les articles homonymes, voir Molina.
Molina Aterno est une commune de la province de L'Aquila dans les Abruzzes en Italie.

## Administration
| Période                                  | Période  | Identité       | Étiquette | Qualité |
| ---------------------------------------- | -------- | -------------- | --------- | ------- |
| 14 juin 2004                             | En cours | Luigi Fasciani |           |         |
| Les données manquantes sont à compléter. |          |                |           |         |

### Communes limitrophes
Acciano, Castelvecchio Subequo, Raiano, San Benedetto in Perillis, Secinaro, Vittorito